# Lotus ornithopodioides
Espèce
Lotus ornithopodioides, le Lotier faux pied-d'oiseau ou Lotier pied-d'oiseau, est une espèce de plantes à fleurs de la famille des Fabaceae. C'est une plante herbacée méditerranéenne. 

## Description
Le Lotus ornithopodioides est une plante annuelle de 10-40 cm. Les feuilles et la tige sont pubescentes. Les fleurs sont jaunes, assez petites, groupées par 2 à 5 sur des pédoncules. Les gousses brunes sont bosselées et longues de 30-50 mm.

## Habitats
Lieux sablonneux et herbeux circum-méditerranéens.

## Répartition
Région méditerranéenne: sud de l'Europe, Afrique du nord.
France: Alpes-Maritimes, Var, Bouches-du-Rhône, Corse.